# Беверли (Масачусетс)
Беверли (енгл. Beverly) град је у америчкој савезној држави Масачусетс. По попису становништва из 2010. у њему је живело 39.502 становника.

## Демографија
Према попису становништва из 2010. у граду је живело 39.502 становника, што је 360 (0,9%) становника мање него 2000. године.
| Група             | 2000.          | 2010.          |
| Белци             | 37.781 (94,8%) | 36.105 (91,4%) |
| Афроамериканци    | 413 (1,0%)     | 647 (1,6%)     |
| Азијати           | 511 (1,3%)     | 686 (1,7%)     |
| Хиспаноамериканци | 720 (1,8%)     | 1.397 (3,5%)   |
| Укупно            | 39.862         | 39.502         |